# サタニスター
『サタニスター』は、三家本礼による日本のホラー漫画作品。『ホラーM』（ぶんか社）にて2005年11月号から2008年6月号に連載された。単行本は全5巻が発売され、後、2016年に完全版として全4巻で復刊発売された。
『サタニスター』としての連載開始は2006年4月号からだが、女殺人鬼バルキリーを主役とする短編「バルキリー」が本編に先行して同誌2005年11月号および2006年2月号に掲載され、単行本1巻において第1話・第2話として収録されている。以上の経緯から、本記事においてはシリーズ全体を2005年11月号から連載開始として取り扱う。

## ストーリー
怨霊の憑いたナックルで殺人鬼を狩る豪快なシスターサタニスターと女子中学生の沢本いづみの活躍を描いた物語。

## 登場人物

### 殺人鬼に対抗する者
サタニスター / ナックルスター
主人公。本名不明。星村教会を経営するシスターだが葉巻とアルコールをこよなく愛する生臭シスター。カップめんや油の多い肉を好むなど食生活も健康的とは言い難い。特殊な能力を持つ殺人鬼を退治する事を目的とする。命名の由来は「サタン + シスター」。
先祖代々サタニスターの家系。巨乳と腕周りの筋肉が身体的な特徴であり、かなりの怪力の持ち主でもある。武器は両拳に嵌めたナックルで、撲殺した殺人鬼たちの怨霊が宿っている。
自身の使命については、身勝手な理由で人を殺めては言い訳を行う人間が単に嫌いだからと話している。
バルキリーの攻撃で致命傷を受け、ナックルをいづみに託して死亡。死の間際に自ら命を絶つ事で、その魂をナックルに宿した。
なお、サタニスターとは闇バチカンに所属する「殺人鬼を狩るシスター」の総称であり、彼女自身のコードネームはあくまで「ナックルスター」である。
沢本いづみ（さわもと いづみ）
15歳。もう一人の主人公。中学生の眼鏡っ子で、携帯電話の通話料の肩代わりを強要されるなど陰湿なイジメに遭っている。サタニスターの所にイジメの相談に来た際、彼女と殺人者の戦いに巻き込まれる。
元々格闘技能などは皆無だったが、サタニスターにナックル由来の怨霊の宿るダブルヘッドクロスを授けられており、常人離れした戦闘能力を発揮するようになる。
元担任の力丸亜砂美との対決で、今までの弱い自分を変えるためロングヘアーになり、服装とメイクもストリート系に大きく変化させ、戦いに勝利する。最終的にサタニスターの後継者となる。
雷崎（らいざき）
刑事。サタニスターとは知り合い。娘・真美がキャンプに出かけた際にバルキリーにより殺され、復讐のために彼女を追っている。世界最強殺人鬼決定戦の予選ではデリバリー・ヘルの毒入り牛乳の事件の処理のため応援には来られなかったが、本戦では観客の一人として忍び込んでいた。
墓井田鉄郎（はかいだ てつろう）
体が機械の中学生。硬派ヤンキー気質の持ち主。元は番長風の巨漢であったが交通事故で死亡し、親友である米斗路の手により機械の体に記憶を移され機械人間として再起した。米斗路の「最強の人造人間を作る」という遺志に従い、自分の強さを証明するために（世界最強殺人鬼決定戦開催前に）サタニスターを襲撃するが、いづみからサタニスターが体調を崩していると聞かされて撤退。
殺された米斗路の敵を討つため、凶悪殺人犯のフリをして大会に参加。当初は狼風、ストーン・ビスケット、飴姫と共に行動していた。大会前の経緯からサタニスターからは憎悪されており、予選でいきなりタコ殴りにされて6時間失神する憂き目に遭う。それでも予選は1番乗りで通過し、メダル10枚を集めてシード権を獲得。
元いじめられっ子であり望まぬ形で大会に出場したいづみに危害が加わらないように振る舞うことが多く、いづみが対戦するはずであったバリーとの対戦を所望してカードの変更が為されたり、力丸と無理に戦わせないようにサタニスターに進言したりした。
バリーとの戦いでは一方的に攻められるも殺人歴が無いことが発覚して本戦参加資格を剥奪され、同時に命拾いする。後にサタニスター達と共闘する。
機械らしく攻守に優れ、大概の損傷は内蔵スペアパーツでの自己修復が可能である。死んだかと思われたところでこの自己修復能力を発揮した墓井田はマジェンカの頼みを受けてサタニスター達を助けに向かい、いづみに必殺技を教える。
伊看崎研（いかんざき けん）
関西弁を使う無免許の薬剤師。義侠心に篤く、殺人鬼を嫌っており、死者を増やさせないために大会に参加。
武器は自身が調合した薬品で、それぞれ小瓶に入れてネックレスのように首にぶら下げている。戦う時も相手を殺さず、行動不能にさせるだけの戦法をとる。最終戦に残った6人の内の1人であり、当初いづみは「薬使いは女として本能的に信用できない」と警戒して共闘関係を築くことを躊躇っていた。
殺人鬼を倒すサタニスター達を気に入り、後に彼女に回復作用のある良性のバクテリアを渡す。しかしこのとき負傷していたのはサタニスターといづみの二人だったが、彼の所持している回服薬は1つしかなかった。
後に、犠牲者の増加を食い止めるため、回復薬を持たず単独で夜の森の中バルキリーを捜す勇姿を見せたが、マタニティ・レッドの死体に気を取られている隙にバルキリーに殺害された。

### 殺人鬼
バルキリー
サタニスターの宿敵。巨乳の美女。ボンデージファッションに身を包み、両手首に刃物を装着している。
自殺志願者サイトなどで出会った人間を眠らせてウサギのきぐるみに着替えさせ、ゲーム感覚に殺す快楽殺人者。
ストレスを溜めて勝利（殺人）のカタルシスを増幅するため、戦闘前に敢えてトイレ掃除などの過酷な労働に従事する習慣を持つ。
世界最強殺人鬼決定戦予選では本戦出場者が少なくなる心配をして加減しながらもメダルを68枚集める破格ぶりを示した。大会中にサタニスターと私闘を行った際にはサタニスターの身体をあっさりと輪切りにしたが、特殊なタンパク質を刃物に塗布して切断された身体がすぐに接着するようにしておくことで敢えて生かしておいた。
覚醒は子ども時代で、彼女は盗みを働きながら、酒乱の無職の父親と二人暮らしをしていたが、ある日彼女が反抗したとき性的虐待を受けそうになり、父親を殺害。そのときに放送されていたテレビの北欧神話特集で「バルキリー」の説明が流れており、自ら「バルキリー」と名乗ることになる。
古い夫婦の人形（上記の殺害をした日にバルキリーが盗んだ荷物に入っていた）を「パパ」「ママ」と呼び、大切に持ち歩いている。
サタニスターとの初対面時、彼女にタンを飲ませた事で因縁を持たれる事に。最期はサタニスターの意思を受け継いだいづみに敗れ、絶命した。
蟲飼童玄（むしかい どうげん）
体内に品種改良したミミズを飼っており、そのミミズを他人に飲み込ませて脳改造をし他人を忠実な部下に変える。このミミズは大学時代に南米で研究した末に生み出した品種である。
いづみをいじめていたクラスメイトの花田たちを自らの手下に改造した。
ホールガール
パーマヘアで巨乳。「ですゥ〜〜」という語尾が特徴的。大型のハンマードリルが武器。自慢のドリルもサタニスターの怪力に組み止められ、逆に自身が回転させられてしまった。死に際にサタニスターに世界最強殺人鬼決定戦の招待状を渡し絶命。バルキリーとは友人だったようであり、ホールガールの死を知ったバルキリーはサタニスターに憤慨していた。
デリバリー・ヘル
牛乳配達員を殺し、自ら作った薬物の混入された商品を届ける。サタニスターも1巻で彼の配達した毒入り牛乳の被害者になる。
毒入り牛乳事件を引き起こした動機は自身の好きな女性歌手に対してしつこく行った身勝手な要求が認められなかったことであり、自身の嗜好に合わせた芸能活動をするように音楽事務所に何度も文書で伝えたという。
世界最強殺人鬼決定戦の予選では「戦闘が苦手」とこぼしていたところバルキリーに殺され、彼の遺体の一部は彼女が作成したトラップに残虐に飾られた。
ハンス・シュヴァルツマン
食人鬼。紳士風のドイツ人だが人肉料理人で、人肉食は正しいと考えている。世界最強殺人鬼決定戦の本戦でも、希望者に人肉料理を人肉とは言わずに振舞い好評を博した。
サタニスターと対峙した際には彼女の手料理を不味いと評し、彼女の怒りを買うような形で死亡した。
ブラックロリータ
銃殺を好むアメリカ人の少女。ゴスロリ系の服装をしており、銃にもデコレーションが施されている。愛らしい容姿と反して、残虐な性格。バルキリー自作のトラップに並々ならぬ猟奇性を感じて棄権を考えた男2人からメダルを譲られるも、ディオルペに殺害されたことでその幸運を活かせなかった。
狼風（ローフェン）
一見優男風の美男子だが、自らの怒りの感情により人狼に変身する能力がある。なお、人狼化すると動きが素早くなるが、その反面知能が低下する。世界最強殺人鬼決定戦予選通過のためストーン、飴姫、墓井田らと共に共闘関係を築いており、サタニスターは大会で殺すと約束していた。そのため、墓井田が大会前に独断でサタニスターを襲撃したことには怒りをあらわにした。怨霊の力を得たいづみと対戦した際には時報の花火に気を取られて不覚を取る。その直後、うずくまっていたところをディオルペに殺害される。
ストーン・ビスケット
子ども位の身長だが、石でできた無骨な歯を持っており、人間の頭をビスケットの様に噛み砕く。怨霊の力を得たいづみによって殺され、これによっていづみは初めての殺人を体験した。
飴姫（あめひめ）
自身が調合した、体温以下に冷えると鋼鉄のように硬くなる特殊な飴状の物質を服に仕込み、様々な形状の武器を作り出す。冷静な性格で統率力に長ける。一方で卑怯な面も見られ、ディオルペから逃げるようにいづみから勧められた際にはいづみを転ばせて自分だけ逃げようとしたがいづみに敢え無く見抜かれてしまった。サタニスター、いづみ、ディオルペの三者がにらみ合っていた際には不意打ちでまとめて仕留めることを考えたが、後ろからポロチンに斬り付けられ致命傷を追う。死に際には愚鈍な仲間を持ったと悔いていた。
エイモス
世界最強殺人鬼決定戦の会場に向かう列車の中でサタニスターと出会う、怪力自慢の男。サタニスターと腕相撲で勝負をするも、彼女に手を握り潰される。
ポロチン
本名不明。スキンヘッドにフェイスペイントという厳つい出で立ちである一方、丁寧な言葉遣いである。ナイフの二刀流で戦う。学生時代に人前でパンツを下ろされる等のいじめを受けていたが、いじめっ子を皆殺しにして殺人鬼として覚醒。相手を殺す前に自分の過去を話してモチベーションを高める癖がある。サタニスターにも話したが居眠りされてまともに聞いてもらえず、いづみを助けるためにその場を去ったサタニスターを追いかけて転ぶなど冴えない場面もあった。被害妄想が強いと自覚しており、現に「自分を陥れるための相談」をしていると決めつけて飴姫を殺害した。しかし、直後にディオルペに殺害される。
ディオルペ
ボロボロの皮膚を包帯で覆った男。全身をカビに似た菌類に侵されており、害意の有無を問わず触れた人間を瞬時に角質化してチリに変えてしまう。相手の懐に入って自身の特性を活かす瞬発力も有している。
6歳の頃には既に発症しており、級友を死なせて以来は学校をも追放され、研究施設で過ごしていた。
触れた相手が死んでしまうため、人肌のぬくもりに飢え、女の肌に触れること（性欲ではない）を渇望する。「殺人鬼なら死んでも問題ない」という判断で世界最強殺人鬼決定戦に参加。
死の間際に初めて自分の気持ちを理解してくれたいづみと出会い、本当の自分の望みは自分の理解者に出会うことだったと気がつき、その生涯を終えた。
ヒットマン・バリー
プロの殺し屋。首元に有るチャンネルを捻る事によって、多様な技術を身に付けた複数の体格に切り替えられる多重体格者。確実に、事務的に、就労時間内に業務を終わらせるのがモットー。殺人未経験であることで大会失格となった墓井田を容赦なく殺そうとしたところをいづみが飛び出し、済し崩し的に対戦。結果としては、チャンネルを逆手に取られる形で敗戦した。
「バリー」はイジメを意味する英語「bully」に因む。
バーズム・タランチュラ
殺した相手の悲鳴を音楽にして売り出しているミュージシャン。悲鳴のレコーディングは健康的な昼の時間ではなく、夜に行う。
服に無数の、頑丈な糸を持たせた蜘蛛を忍ばせており、その蜘蛛を相手にまとわりつかせ、相手の体を糸で切断し、殺害する。
初戦で伊看崎と戦ったが、幸せな夢を見せる強力な睡眠薬を投げつけられ、そのまま昏睡。
ホールマザー
ホールガールの母親。傷だらけの大柄な体格で、2本のドリルを両腕に持つ。世界最強殺人鬼決定戦にエントリーされてはいなかったが、娘の仇討のため会場に乱入。
力丸亜砂美（りきまる あさみ）
いづみの元担任であり体育教師。軍隊の様な殺伐とした授業で18人の生徒を殺害している筋肉質の教師。小学生頃のいづみに体育の特訓と称した虐待を加え、共に虐待されていた友人の静香は反抗したがいづみは恐怖で黙って従うしかなかった。これによりいづみが助かり静香が殺されるという結果が生まれ、静香を見殺しにしてしまったことがいづみのトラウマの原因となった。
ドーピングと性格の悪さの為に恐相。多くの者を殺害したサバイバルナイフを武器としており、力丸が自覚しないままナイフに怨霊が集まっている。気の弱い相手を一方的にいたぶるつもりでいづみとの戦いに挑み、ナイフに宿った静香の怨霊がいづみに対して憎悪を向けるも静香との決別を受け入れたいづみには敵わず死亡。
皮裂ユリ（かわさき ユリ）
コスプレイヤー殺人鬼。扮装のたびに衣装だけでなく顔まで整形していたため、顔が崩れてしまい鉄仮面を被っている。最終戦まで残った6人の参加者の中の1人である。
名前は作者の前作『ゾンビ屋れい子』に登場した百合川サキのアナグラムであり、服装も百合川サキのコスプレであると思われる。
マタニティ・レッド
16年も外に出ていない胎児をお腹に宿している。胎児は醜く怪力で、戦闘自体はこちらが行う。幽骸に金で雇われており、最終戦でも幽骸のアシストに回った。

### 毒壺の会
ボス
車椅子の老人。毒壺の会の首領で、世界最強殺人鬼決定戦の主催者。息子幽骸に反逆されるもその野心に喜び、死の間際に全権を譲り渡す。
毒壺幽骸（どくつぼ ゆうがい）
毒壺の会のボスの一人息子。野心家。武器は多彩な怪物を召喚できる怪物銃（モンスターガン）。
最終戦にはマスクを被って参戦。主催者としてのアドバンテージをサタニスターから指摘され、挑発に乗る形で6人の参加者と対決する。
中盤で召喚した怪物を取り込んでパワーアップし、サタニスターとバルキリーの両名を圧倒する戦闘力を発揮。
バルキリーを失神させて彼女の宝である古い2体の人形を奪い、焦らした揚句に彼女の目の前で破壊した。
怪物銃（モンスターガン）
魔界人から購入した、怪物を放つ銃。怪物は怪物弾（モンスターブリッド）と呼ばれ様々な種類があるが、みな動物の赤子なみの知能しかなく、顔（幽骸のマスク）でしか主人と敵を判別できない。
遠藤（えんどう）
毒壺の会の幹部で、フェルト帽の小男。世界最強殺人鬼決定戦の進行と会員の指揮を行う。
マジェンカ
会の構成員「毒壺ガールズ」の一人。サタニスターといづみの世話係的存在。毒壺ガールズの中では唯一の子どもでありながら、毒壺ガールズとして働くことで家族を養っている。
他の毒壺ガールズ達と同様、万が一の時のため、ロングスカートの中に武器を所有している。
家族を守るため、毒壺ガールズとしての規律を守ってきたが、サタニスター達と出会い、彼女たちの世話をする内に彼女たちに共感するようになり、作品後半ではただ一人遠藤の案に反対した。
フリーダ
毒壺ガールズの一人。世界最強殺人鬼決定戦で、作中では力丸亜砂美の回まで司会者・実況を務めるが、戦闘の巻き添えになって死亡。
ジェニファー
毒壺ガールズの一人。フリーダの後任を務めたが、直後にフリーダ同様、戦闘の巻き添えになって死亡。
マーズ
毒壺ガールズをまとめる3人のうちの一人。筋骨隆々とした大女。道化師のメイクをしており、ナックルで戦う。
ジュピター
同上。長髪を鈎針と化している。細身の美女。
サターン
同上。多数のピアスと金歯が特徴的。銃火器を操る。
魔界人（まかいじん）
異形の怪物。価値観の異なる世界の住人で、罪深き者の死体を貨幣としており、怪物銃などの景品と交換している。
その際の取引は、中国の古代遺跡から発掘された奇怪な肉塊「壺」を経由して行う。なお、この壺が「毒壺の会」の名前の由来。

### 一般人
スミレ
第1話に登場した高校生。志望校入学が叶わなかった事から生きることが嫌になり、自殺サイトで出会った者たちと共に死のうとするが参加者の一人がバルキリーであったことからゲームに参加させられる。両足と片腕を失いながらも彼女だけが生き延びた。
麦子（むぎこ）
第2話に登場した高校生。憧れの先輩と会う約束をしたはずが友人の女子ナオぽんに先輩を略奪された挙句小下呂という気味の悪い男を無理やり斡旋され、そのまま知らぬ間にバルキリーのゲームに付き合わされる。ナオぽんだけがバルキリーを負かしたことでゲームから生還するも、直前に騙された恨みからナオぽんに掴みかかり、その弾みで仕掛けられた爆弾を起爆させて自分もろとも爆発してしまった。
多摩本（たまもと）
いづみの同級生であり、ドラッグの密売などの「シノギ」で収入を得ている。バルキリーが殺人を働いた現場の写真を取ったので週刊誌に売り込もうとしたが本人に見つかってしまい、殺された友達を尻目に命からがら逃げ延びるので精一杯であった。翌日いづみを介してサタニスターに相談するも、「シノギ」をやっていたため自己保身を優先して警察に通報しなかったことを理由につまみ出されかけ、直後に突然やってきたホールガールに殺される。
米斗路（めとろ）
墓井田の友であり、彼の唯一の理解者だった。機械に精通しており、重傷を負い瀕死状態の墓井田を機械人間にした。
情報収集のため各国の軍事機関をハッキングしていたため、何者かに雇われたヒットマン・バリーによって殺される。
なお、墓井田の機体デザインは彼が幼少時に空想した「最強の人造人間」が元となっている。

## 備考
ダブルヘッドクロスについて
サタニスターといづみが胸に下げているロザリオ。『天使』と『悪魔』の両方の意味をあわせ持つ、上下の片の長さが等しい十字架。
いづみのものはサタニスターのナックルを一部削って鋳造したもので、ナックル同様に怨霊の力を得ることができる。サタニスターのものにも同様の効果があるかは不明。
ナックルについて
通常の人間がナックルに触れると宿った怨霊により耳からの大出血、失禁などのダメージを負う。
サタニスターの場合は多数の怨霊が出て来ても一喝して追い払うため装備することによる副作用が無い。
世界最強殺人鬼決定戦について
4年に一度、世界中の殺人鬼たちが集められて強さが競われるという大会。闇のシンジケート・毒壺の会が主催している。
優勝者には生涯にわたる身の安全が保障される。
殺人経験があり（予選における殺人行為も含む）、なおかつ予選で森に隠されたメダルを一定枚数以上集めた者のみが本選に参加できる。参加者同士でメダルを奪い合うことも認められている。所定のホルダーにはあらかじめ1枚のメダルがあり、素手で本戦に出る場合は3枚、武器を所持する場合は5枚、銃火器類や爆発物など構造が複雑な武器の場合は8枚必要となる（因みに墓井田は機械人間なので8枚必要）。10枚集まるとシード権を獲得できる。

## 単行本
- 三家本礼『サタニスター』ぶんか社〈ぶんか社コミックス ホラーM B6シリーズ〉全5巻

1. 2006年10月01日発行、2006年09月14日発売[1]、ISBN 9784821183302
2. 2007年07月01日発行、2007年03月17日発売[2]、ISBN 9784821184156
3. 2007年11月01日発行、2007年10月17日発売[3]、ISBN 9784821185047
4. 2008年09月01日発行、2008年08月18日発売[4]、ISBN 9784821186624
5. 2008年09月01日発行、2008年08月18日発売[5]、ISBN 9784821186631

- 三家本礼『サタニスター 完全版』KADOKAWA/エンターブレイン〈ビームコミックス〉全4巻

1. 2016年01月25日発売[6]、ISBN 9784047308855
2. 2016年01月25日発売[7]、ISBN 9784047308862
3. 2016年01月25日発売[8]、ISBN 9784047309463
4. 2016年02月25日発売[9]、ISBN 9784047309470